# 第10期棋聖戦 (囲碁)
第10期棋聖戦（だい10き きせいせん）は、1985年（昭和60年）に開始され、前年の第9期まで3連覇中の趙治勲と、挑戦者小林光一名人による挑戦手合七番勝負が1986年1月から行われ、小林が4勝2敗で棋聖位を獲得した。この七番勝負の直前に趙は交通事故で大怪我を負い、異例の車椅子での対局となった。小林は前年の名人戦で趙を破ったのに続いての趙からのタイトル奪取となった。

## 方式
- 参加棋士は、日本棋院・関西棋院の棋士。
- 仕組み
  - 各段優勝戦:初段から九段までの各段で、それぞれトーナメントで優勝を争う。
  - 最高棋士決定戦:初段から六段までの各段優勝者と七段戦・八段戦上位2名、九段戦ベスト4、および名人、本因坊、王座のタイトル保持者によるパラマス式トーナメントで、前期棋聖への挑戦者を決める。決勝戦は三番勝負。（9期まで行われていた全段争覇戦と統合）
- コミは5目半。
- 持時間は、四段戦までは5時間、五段戦以上は6時間、挑戦手合七番勝負は各9時間。
- 優勝賞金 2600万円

## 結果

### 各段優勝戦・最高棋士決定戦
各段戦の初段戦では、日本棋院関西総本部の山田和貴雄が、決勝で篠田秀之を破って優勝。二段戦は森田道博が関西棋院の小田浩光を破って優勝。三段戦は藤沢一就が円田秀樹を破って優勝。四段戦は安田泰敏、五段戦は橋本雄二郎、六段戦は彦坂直人が優勝。七段戦は宮沢吾朗が優勝、片岡聡が準優勝。八段戦は上村陽生が優勝、西条雅孝が準優勝。九段戦は羽根泰正が優勝した。パラマス戦では山田和貴雄と橋本雄二郎が3人抜きを果たす。最高棋士決定戦は小林光一名人と加藤正夫王座の決勝三番勝負となり、王座戦挑戦手合の再現となったが（王座戦は加藤が3-0で防衛）、小林が2-1で勝って挑戦者となった。また11月20日に決着のついた第1回日中スーパー囲碁での敗戦の責任をとって、藤沢秀行主将以下、加藤正夫、小林光一の三人は坊主頭になっている。
| 初段戦優勝 山田和貴男         | 山田                          | 山田                          | 山田                          | 橋本                          | 橋本                          | 橋本                          | 東野              | 東野 | 小林 | 小林 2-1 |
| 二段戦優勝 森田道博           | 山田                          | 山田                          | 山田                          | 橋本                          | 橋本                          | 橋本                          | 東野              | 東野 | 小林 | 小林 2-1 |
| 三段戦優勝 藤沢一就           |                               | 山田                          | 山田                          | 橋本                          | 橋本                          | 橋本                          | 東野              | 東野 | 小林 | 小林 2-1 |
| 四段戦優勝 安田泰敏           |                               |                               | 山田                          | 橋本                          | 橋本                          | 橋本                          | 東野              | 東野 | 小林 | 小林 2-1 |
| 五段戦優勝 橋本雄二郎         |                               |                               |                               | 橋本                          | 橋本                          | 橋本                          | 東野              | 東野 | 小林 | 小林 2-1 |
| 六段戦優勝 彦坂直人           |                               |                               |                               |                               | 橋本                          | 橋本                          | 東野              | 東野 | 小林 | 小林 2-1 |
| 七段戦準優勝 片岡聡           |                               |                               |                               |                               |                               | 橋本                          | 東野              | 東野 | 小林 | 小林 2-1 |
| 九段戦ベスト4 東野弘昭        |                               |                               |                               |                               |                               |                               | 東野              | 東野 | 小林 | 小林 2-1 |
| 天元 石田芳夫                 |                               |                               |                               |                               |                               |                               |                   | 東野 | 小林 | 小林 2-1 |
| 名人 小林光一                 | 名人 小林光一                 | 名人 小林光一                 | 名人 小林光一                 | 名人 小林光一                 | 名人 小林光一                 | 名人 小林光一                 | 名人 小林光一     | 小林 | 小林 | 小林 2-1 |
| 八段戦準優勝 西条雅孝         | 八段戦準優勝 西条雅孝         | 八段戦準優勝 西条雅孝         | 八段戦準優勝 西条雅孝         | 八段戦準優勝 西条雅孝         | 八段戦準優勝 西条雅孝         | 八段戦準優勝 西条雅孝         | 牛之浜            | 小林 | 小林 | 小林 2-1 |
| 九段戦ベスト4 牛之浜撮夫      |                               |                               |                               |                               |                               |                               | 牛之浜            | 小林 | 小林 | 小林 2-1 |
| 七段戦優勝 宮沢吾朗           | 七段戦優勝 宮沢吾朗           | 七段戦優勝 宮沢吾朗           | 七段戦優勝 宮沢吾朗           | 七段戦優勝 宮沢吾朗           | 七段戦優勝 宮沢吾朗           | 七段戦優勝 宮沢吾朗           | 宮沢              | 武宮 | 加藤 | 小林 2-1 |
| 九段戦優勝 羽根泰正           |                               |                               |                               |                               |                               |                               | 宮沢              | 武宮 | 加藤 | 小林 2-1 |
| 本因坊 武宮正樹               |                               |                               |                               |                               |                               |                               |                   | 武宮 | 加藤 | 小林 2-1 |
| 本因坊(前) 林海峰             | 本因坊(前) 林海峰             | 本因坊(前) 林海峰             | 本因坊(前) 林海峰             | 本因坊(前) 林海峰             | 本因坊(前) 林海峰             | 本因坊(前) 林海峰             | 本因坊(前) 林海峰 | 加藤 | 加藤 | 小林 2-1 |
| 王座（九段戦準優勝） 加藤正夫 | 王座（九段戦準優勝） 加藤正夫 | 王座（九段戦準優勝） 加藤正夫 | 王座（九段戦準優勝） 加藤正夫 | 王座（九段戦準優勝） 加藤正夫 | 王座（九段戦準優勝） 加藤正夫 | 王座（九段戦準優勝） 加藤正夫 | 加藤              | 加藤 | 加藤 | 小林 2-1 |
| 八段戦優勝 上村陽生           |                               |                               |                               |                               |                               |                               | 加藤              | 加藤 | 加藤 | 小林 2-1 |

### 挑戦手合七番勝負
趙治勲に小林光一が挑戦する七番勝負は、1986年1月に開始された。小林は前年の名人戦でも趙に挑戦して名人位を獲得し、続いて天元戦でも石田芳夫を3-0で破って、防衛した十段と合わせて三冠となっており、棋道賞最優秀棋士賞、また北海道栄誉賞も受賞し、この棋聖戦七番勝負は頂上決戦とも言われた。趙は前年の武宮正樹との七番勝負の後「いま大きな壁にぶちあたっている。以前のように盤に臨んでも燃えなくなった」とスランプを口にしていたが、この防衛戦にあたっては12月31日から1月6日まで宮城県白石蔵王で温泉ごもりでの棋譜並べを行った。
七番勝負第一局は1月16-17日に予定されていたが、趙は東京に戻った1月6日の夜に自宅近くで交通事故に遭って入院、7日は検査、8日に手術を行い、骨折など全治3ヶ月の重症、両足と左手をギブスで固定、頭と右手は奇跡的に軽傷という状態になった。1月9日に予定されていた名人戦リーグの石田章戦は不戦敗。またニュースで事故を知った小林は、8日に「治勲さんは足の骨折なので、当然座ることは不可能でしょう。一日も早い回復を祈っていますが、僕は、イスの対局でも一向に構いません」とコメントした。1月10日の棋聖戦前夜祭は趙欠席で行われ、恒例の決意表明では趙の「こぶしのやり場に困っているでしょうが、気合は抜かないで下さい」というメッセージが読み上げられた。前夜祭の後で日本棋院と読売新聞で会議を行い、事故直後から「絶対に打つ、休まない」と言っていた趙の意向も踏まえて、坂田栄男日本棋院理事長が対局規定（日程）にそって行うという結論を下した。病院、主治医とも相談の上で、対局中にドクターストップがかかれば即座に対局を中止するという条件で、趙は1月15日に夫人、主治医ととももに読売新聞社の小型ジェット機で対局地の富山へ到着した。
第1局は予定通り1月16-17日に高岡市雨晴海岸にある雨晴ハイツで行われ、趙は車椅子での、挑戦手合史上初の椅子対局となった、先番趙の1手目は目外し、左上隅の小目の三間高ハサミ定石から、白は右上隅の白地をふくらませて好調となった。大きな戦いのないまま、中盤では白が僅差で有利と見られ、その後のヨセ合いの侵攻で、白が2目半勝ち、小林の先勝となった。解説者の林海峰は「この一局目はとてもひごろの治勲さんの碁とは思えません。サラサラと打って、あっさり土俵を割ってしまった感じです」と評した。また局後に立会人藤沢秀行名誉棋聖らとの歓談で、夫人からは「正直いって、一局目は休んでほしい、と願っていました。でも打ったあと急に元気になったので、今では第一局を打って、本当によかったと思っています」との言葉があった。
第2局は1月29-30日に松江市の皆美館で行われ、先番小林の小林流布石から、右辺白への打ち込みなどで実利を稼ぐが、終始白が手厚く、微差ながらリードし、白3目半勝、白の名局と言われた。第3局は2月5-6日に平泉町中尊寺で行われた。先番趙はタスキ小目の布石から、下辺で2目を捨て石にして厚みを築き、その後も足早な打ちまわしで251手完、黒1目半勝。趙が2勝1敗と先行し、小林が「病人じゃない、絶好調じゃないか」とコメントするほどの充実ぶりを見せた。
第3局と第4局の間に、小林と趙は早碁選手権戦決勝三番勝負の1局目を打って小林勝利、NHK杯戦決勝で小林は武宮正樹を破って初優勝し、趙は十段戦の挑戦者決定戦で武宮に敗れている。第4局は2月19-20日に網走市のホテル網走湖荘で行われた。趙は車椅子ではあるが、左手のギプスは取れ、医師の帯同もなくなった。5手目までは第2局と同じ進行で、6手目で白の趙が手を変えて右下へのカカリを選んだ。右上隅で白が三々に入った石を捨てて外を厚くし、上辺に展開した。黒は左辺でコウで頑張るが、白が黒に1目抜かせたのがミスで、やや黒が厚い形になり、上辺の白模様の荒らし、左辺白への攻めから下辺を地にすることで優勢、黒2目半勝で、2勝2敗のタイに戻した。この後の本因坊戦リーグでは趙が小林に勝つ。第5局は2月26-27日に鹿児島市城山観光ホテルで行われ、この碁から和室での対局となる。白番小林は左下隅黒への攻めを狙い、黒は29手目で1時間24分の長考の末、47手目で左辺白模様への打ち込み、双方の眼のない石の競り合いになるが、白から中央黒への攻めを見ながら右上隅をもぎ取り、最後は黒の大石がトン死して186手まで白中押勝。
第6局は3月12-13日に岐阜下呂温泉のホテル水明館で行われた。小林の先番で、序盤左上隅の大ナダレ定石で白が厚みを得る分かれになったが、その後黒は厚みを巧妙に制限して、微差ながら優勢な展開となり、241手までで白番の趙が投了。これで小林は4勝2敗で棋聖位を獲得。NHK杯と合わせて五冠となった。この七番勝負について加藤正夫は、、趙には「打つこと自体がたいへんだったのに、碁の内容にほとんど影響が見られなかったのは驚くべきことです」「後半になって精神的な緊張が解けてきたとき、少し疲れが出てきたようです」、小林には「前半のプレッシャーはたいへんなものだったはずです。それを乗り越えることができたのは、やはりいま絶好調で自分のペースを見失うことがなかったからでしょう」と評した。
 （△は先番）
なお早碁選手権戦決勝三番勝負では、その後趙が2連勝し、2-1で優勝している。3月5日からは武宮正樹が小林光一に挑戦する十段戦五番勝負が始まった。趙はこの奮闘により日本囲碁ジャーナリストクラブ賞を受賞した。小林は4月22日のNHKテレビトーク番組「スタジオL」に、囲碁界からは初めて出演した。

## 対局譜

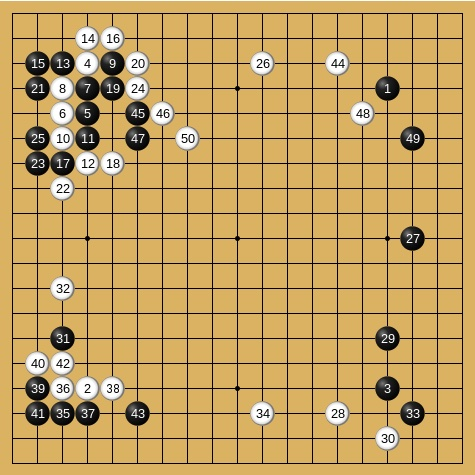
第7局 1譜 1-50手

第10期棋聖戦挑戦手合七番勝負第6局 1986年3月12-13日 趙治勲棋聖-小林光一名人(先番)
小林が3勝2敗で棋聖位まであと1勝と迫った第6局、左上隅の大ナダレ定石で黒19の堅ツギが小林の趣向で、24にカケ継ぐ定石と違って後手になるが、左辺や中央の利きが少なく、黒の厚さに違いがある。黒31に白32のハサミでは一間に受けても普通だが左辺の黒を狙おうとしている白の注文を外した。黒45、47で上下の白を分断するのが当初からの狙い。白48のカケも従来の趙なら49の両ガカリに打ちそうで、趙の棋風の変化が現れている。

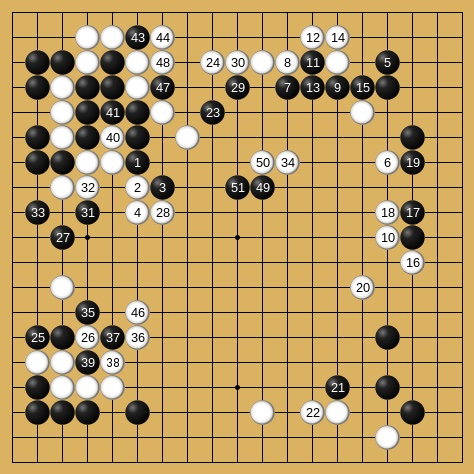
第7局 2譜 51-101手

(2譜)黒7(57手目)、9に対して白15と切断するのは単調な戦いになり白に成果が見込めないために、白10と変化を求めたが、白20まではお互いの模様を荒らしていい加減な分かれで、白10の手段は成功している。左辺25から27の打ち込みで白地を荒らした後、白84が問題で、この手では25の左にハネて黒二子を取り切っておくのが大きく、中央を打つのであれば34の一路下の方がよかった。黒49で中央をマグサ場にすることになって好手だった。この後、黒は中央の折衝で損があって微差の形勢となったが、241手までで黒が投了。作れば黒が1目半か2目半の差だった。

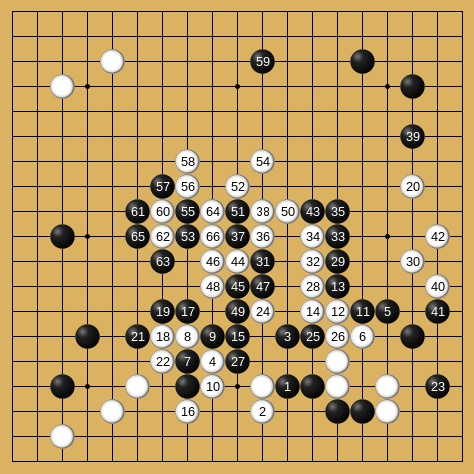
第3局　21-86手

第10期棋聖戦挑戦手合七番勝負第3局 1986年2月5-6日 趙治勲棋聖(先番)-小林光一名人
黒5(25手目)に対する白6が、右下隅の黒からの出切りを防ぐための苦心の手。黒7から二子にして捨てて、黒17、19と左辺に厚みを築いたのが好判断で、黒がやや打ちやすい。白30では31に飛んでおくのが手堅いが、黒から30の上にツメられるのがつらい。黒31が急所の攻め。白40が一日目の封じ手で、42までは実戦的な好手。白44から50までは必然の進行で、黒59では61にカケツギでも十分だが、黒59と先行して、白60からお互いに亀の甲を抜き合う進行は、先手で抜いた黒の厚みが大きくわかりやすくなった。その後黒は下辺で損をしたが、左上隅で巧妙な捨て石から上辺を地にして逃げ切り、251手まで1目半勝。趙が2勝1敗と先行した。

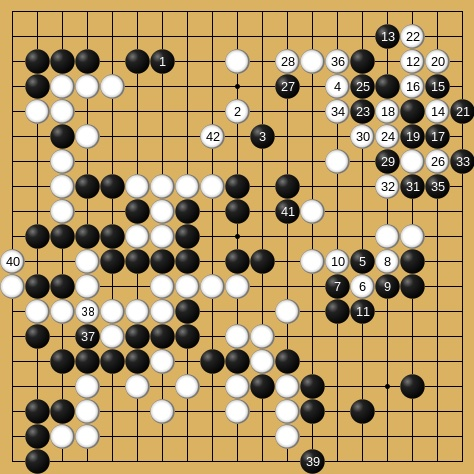
戦手合第5局　61-108手

第10期棋聖戦挑戦手合七番勝負第5局 1986年2月25-26日 趙治勲棋聖(先番)-小林光一名人
白が左下隅黒への攻めを狙う序盤で、黒は2手で2時間をかける長考で白にポン抜きを許して頭を出す苦心の手順で、左辺白模様への打ち込みから双方の眼のない石が競り合う展開となり、藤沢秀行は「白は碁の形をなしてない。黒よし」、石田芳夫は「しかしそうでもない」と評価の分かれる局面となるが、両者の気合による乱戦「ゴミゴミした碁」は小林のペースとも石田は見ていた。黒1(109手目)では、中央の黒の大石を補強するか、味の悪い右下の黒地を囲うかの選択があったが、白からの利きを無くして中央を間接的に応援する手を打った。しかし結果的にはシノギにはあまり役に立たず、白2、4が好手で、黒は最大の右下黒5と囲ったが、右上隅白12の様子見から白36までのフリカワリで白が優勢となった。中央黒も不安定だが、黒が中央を補強すれば地で勝てないため39と頑張ったが、白40以下この大石もトン死して黒投了となった。黒1では5と打っていれば黒も有望だった。小林はこれで3勝2敗として、棋聖位まであと1勝と迫った。

## 注
1. ↑  『棋道』1986年3月号）
2. ↑  『棋道』1986年4月号）
3. 1 2  『棋道』1986年5月号）